# Leandro Damião
Leandro Damião da Silva dos Santos (n. 22 iulie 1989, Jardim Alegre, Paraná, Brazilia), cunoscut sub numele Leandro Damião, este un jucător profesionist brazilian de fotbal care joacă pe postul de atacant pentru Coritiba. A reprezentat echipa națională de fotbal a Braziliei.

## Cariera de club

### Internacional
În august 2010 și-a ajutat echipa la câștigarea Cupei Libertadores, marcând un gol în poarta celor de la C.D. Guadalajara. Acesta a fost primul trofeu important din cariera sa.
Anul 2011 a fost cu adevărat stelar pentru Leandro Damião, el cucerind campionatul Rio Grande do Sul (Liga Gaúcho), devenind cel mai bun jucător și golgheter cu 17 goluri marcate.
În etapa 23 a campionatului brazilian a reușit un hat-trick împotriva echipei Palmeiras.
În noiembrie 2011 conducătorii echipei FC Shakhtar Donetsk au făcut o ofertă de 40 mln. pentru transferul lui Damião.
Pe 13 martie 2012, în meciul Cupei Libertadores, a reușit un hat-trick în poarta echipei The Strongest din Bolivia.